# Lucie Oršulová
Lucie Oršulová (* 18. Januar 1975) vom SAC Špindlerúv Mlyn ist eine tschechische Skibergsteigerin und Mitglied im tschechischen Nationalkader.

## Erfolge (Auswahl)
- 2003: 10. Platz bei der Europameisterschaft Skibergsteigen Team mit Kamila Bulířová

- 2004:
  - 4. Platz bei der Weltmeisterschaft Skibergsteigen Staffel mit Alice Korbová und Kamila Bulířová
  - 9. Platz bei der Weltmeisterschaft Vertical Race

- 2005: 10. Platz bei der Europameisterschaft Skibergsteigen Team mit Alice Korbová

## Bergexpeditionen
- 2007: Abbruch der Expedition mit Gerlinde Kaltenbrunner zum Dhaulagiri wegen Höhenkrankheit

| Personendaten    | Personendaten                 |
| ---------------- | ----------------------------- |
| NAME             | Oršulová, Lucie               |
| KURZBESCHREIBUNG | tschechische Skibergsteigerin |
| GEBURTSDATUM     | 18. Januar 1975               |